# Deviated Instinct
Deviated Instinct est un groupe de crust punk britannique, originaire de Norwich. Leur premier album, Welcome to the Orgy, est publié au label Peaceville Records. Le groupe se sépare en 1991, puis revient en 2007. Le groupe est considéré comme un pionnier du crustcore et fondateur du sous-genre stenchcore.

## Biographie
Le chanteur Julian « Leggo » Kilsby et le batteur Trevor Cockburn cherchent un guitariste et bassiste en 1984 pour compléter leur groupe. Ils recrutent Robert « Mid » Middleton (guitare) et Ian Clitheroe (basse). Alors que le groupe de Kilsby, Nausea, venait juste de se séparer, Middleton et Clitheroe avaient déjà écrit plusieurs morceaux qu'ils voulaient sortir sous le nom de Deviated Instinct, une fois qu'ils auraient trouvé un chanteur et un batteur. Ainsi, les quatre musiciens se rassemblent à l'été 1984 pour devenir Deviated Instinct. Après quelques répétitions pendant les semaines suivantes, le 23 septembre 1984, Deviated Instinct et d'autres groupes locaux participent à un concert de charité pour les familles de mineurs en grève. En 1985, le groupe enregistre sa première démo, Tip of the Iceberg. Le batteur Cockburn quitte Deviated Instinct, et est remplacé par Mark Aiken. Avec cette formation, le 21 octobre 1986, Deviated Instinct sort sa deuxième démo, Filth Stenchcore, à partir de laquelle ils établissent le mouvement stenchcore. Grâce à une distribution underground par des fanzines et newsletters, la démo attire l'intérêt national, et Deviated Instinct joue sur scène à travers le Royaume-Uni en soutien à des groupes comme Amebix et Antisect.
En janvier 1987, le groupe enregistre le single Welcome to the Orgy, sorti sur le label indépendant Peaceville Records. Un peu plus tard, le bassiste Clitheroe est remplacé par Steven « Snapa » Harvey et le batteur Aiken par Sean Claxton ; avec cette formation, Deviated Instinct enregistre une autre démo. Le groupe lui-même n'attribue aucun titre officiel à la démo, mais les fans l'appellent Return of Frost. Un peu plus tard, les sept titres sont publiés en un split-EP avec le groupe Revulsion, au label Pathway. Après une brève tournée en Grande-Bretagne, le bassiste Snapa quitte à nouveau le groupe et est remplacé par Tom Mills. En janvier 1988, le groupe enregistre son premier album Rock 'n' Roll Conformity, aux studios Lion à Leeds. Il est très bien accueilli, puis Deviated Instinct effectue une tournée européenne avec Extreme Noise Terror. Par la suite, Snapa retourne au sein du groupe. 
Après avoir enregistré deux morceaux pour le sampler Hiatus de Peaceville, le batteur Claxton quitte le groupe. Le membre fondateur et chanteur Leggo avait déménagé à Birmingham quelque temps auparavant, où il a formé le groupe Filthkick, avec Jim Whiteley de Ripcord. Au début de 1989, Leggo déplace toutes ses activités à Birmingham, et quitte Deviated Instinct. Son poste de chanteur est repris par le guitariste Middleton, et le batteur Adam Stevenson est recruté. Avec cette formation, leur deuxième album studio, Guttural Breath, est enregistré en novembre 1989. Au début des années 1990, Deviated Instinct enregistré la première session une Peel Session et, un peu plus tard, l'EP Nailed, qui est distribué par le label Prophecy Records. Au début de 1991, le groupe part en tournée avec Prophecy of Doom et Decadence Within, jouant devant un public modeste. Frustré, le groupe joue en octobre 1991 à Norwich, un dernier concert avec Godflesh et Fudge Tunnel, puis se sépare. Divers membres du groupe se rassemblent pour jouer dans des groupes comme Spinewrench (1992-1996) et Bait (depuis 1996).
En 2007, Leggo contacte Mid, et lui demande s'il est intéressé de faire revivre Deviated Instinct pour une performance à Londres avec Steve Ignorant de Crass. Après cette apparition, le groupe cesse ses activités jusqu'en 2010 où Deviated Instinct se produit de nouveau en concert. En été 2012, le label Profane Existence publie l'EP Liberty Crawls... to the Sanctuary of Slave.

## Style musical
Sur leur démo de 1985, Deviated Instinct tente d'enrichir le punk rock avec des instruments non conventionnels pour le genre comme la flûte, la guitare acoustique et des morceaux de spoken word, un mélange qui, dans un premier temps, ne fait pas l'unanimité. Ils s'inspirent de groupes groupes comme Chumbawamba. Le groupe lance son propre style avec la démo de 1986, mêlant anarcho-punk à des éléments de heavy metal, dans la veine de groupes comme Venom et Motörhead. Sur leur premier album, Rock 'n' Roll Conformity, Deviated Instinct définit son style à travers un mélange de riffs de guitare influencés par le metal et de la batterie style thrash. Avec leur deuxième album studio, le style musical de Deviated Instinct devient beaucoup plus lent.

## Discographie

### Albums studio
- 1987 : Rock ’n’ Roll Conformity
- 1989 : Guttural Breath

### Démos et live
- 1985 : Tip of the Iceberg (démo)
- 1986 : Terminal Filth Stenchcore (démo)
- 1987 : N.N. (démo)
- 1987 : In Crust We Trust (live)
- 1991 : Wrenched Spine (live)

### Singles et EP
- 1987 : Welcome to the Orgy
- 1987 : Consolidation (split avec Revulsion)
- 1990 : Nailed
- 1991 : N.N. (split avec Grave et Devolution)
- 2012 : Liberty Crawls… to the Sanctuary of Slave
- 2012 : N.N. (split avec  Summon the Crows)

### Compilations
- 1989 : Definitive Instinct
- 1993 : Re-Opening Old Wounds
- 2006 : Welcome to the Orgy